# Ashmeadiella cockerelli
Ashmeadiella cockerelli là một loài Hymenoptera trong họ Megachilidae. Loài này được Michener mô tả khoa học năm 1936.